# 김형일 (축구 선수)
김형일(한국 한자: 金亨鎰, 1984년 4월 27일 ~ )은 대한민국의 전 축구 선수로, 포지션은 수비수였다.

## 개요
부평동중학교, 부평고등학교, 경희대학교를 졸업하였다. 터프함을 무기로 몸을 아끼지 않는 전투적이고 저돌적인 수비로 인하여 검투사를 뜻하는 '글래디에이터(Gladiator)'라는 별명을 얻었다.

## 축구인 생활

### 선수 생활
2007년 대전 시티즌에 입단하여, 좋은 활약을 펼치며 신인상 경쟁을 펼쳤지만, 하태균에 밀려 수상하지 못하였다.
2008년 권집과의 맞트레이드로 포항 스틸러스로 이적하였다. 2009년, 도쿄에서 열린 알 이티하드와의 2009 AFC 챔피언스리그 결승전 경기에서 1-0으로 리드하고 있던 후반전 헤딩으로 쐐기골을 성공시키는 등 챔피언스리그 우승에 핵심적인 역할을 수행하였으며 이 활약을 바탕으로 우즈베키스탄의 FC 부뇨드코르와 잉글랜드의 버밍엄 시티에서 러브콜을 받기도 하였다. 하지만 2011년에는 주전 경쟁에서 밀리며 지난 시즌에 비하여 핵심 선수로 중용되지는 못하는 모습을 보였다.
2011 시즌이 종료된 후 군 복무를 위해 상주 상무 피닉스에 입단하였고, 상주의 K리그 챌린지 2013 우승에 기여하였으며, 그해 리그 베스트 11 수비수 부문에 선정되기도 하였다. 2013년 11월 12일 군복무를 마치고 원 소속팀인 포항 스틸러스로 임대 복귀하였다. 시즌 종료 후 상하이 선화와 이적 협상을 가졌으나 불발되었고 팀에 잔류하였다.
2015 시즌을 앞두고 전북 현대 모터스로 이적하였다.
2016 시즌 후, 자유계약선수로 공시되었으며, 2016년 12월 23일 부상을 당한 김영권의 대체자로 광저우 헝다에 6개월 단기 계약을 맺었다.
하지만 단 한경기도 출장하지 못했고, 예상 외로 김영권이 빨리 부상에서 회복됨에 따라 2017년 6월 광저우와의 계약을 해지했다. 6월 29일 K리그 챌린지 부천 FC로 이적해 반년간 활동한 뒤 2019년 전반기 무적 신분으로 지내가다 시암 네이비 FC로 이적해 반년간 활동한 뒤 은퇴했다.

### 국가대표 생활
2009년 6월 3일 오만과의 친선경기에서 A매치에 데뷔하였다.

## 기록
2010년 10월 31일, 프로통산 100경기의 기록을 세웠다.

### 클럽
2014년 11월 30일 기준
| 클럽                 | 리그          | 시즌 | 리그 | 리그 | 국내 컵 | 국내 컵 | 리그 컵 | 리그 컵 | 대륙 대회 | 대륙 대회 | 통산 | 통산 |
| 클럽                 | 리그          | 시즌 | 출장 | 득점 | 출장    | 득점    | 출장    | 득점    | 출장      | 득점      | 출장 | 득점 |
| -------------------- | ------------- | ---- | ---- | ---- | ------- | ------- | ------- | ------- | --------- | --------- | ---- | ---- |
| 대전 시티즌          | K리그         | 2007 | 21   | 0    | 1       | 0       | 8       | 0       | -         | -         | 30   | 0    |
| 대전 시티즌          | K리그         | 2008 | 13   | 0    | 1       | 0       | 3       | 0       | -         | -         | 17   | 0    |
| 포항 스틸러스        | K리그         | 2008 | 3    | 0    | 1       | 0       | 0       | 0       | 0         | 0         | 4    | 0    |
| 포항 스틸러스        | K리그         | 2009 | 25   | 2    | 3       | 0       | 5       | 0       | 11        | 1         | 44   | 3    |
| 포항 스틸러스        | K리그         | 2010 | 22   | 2    | 1       | 0       | 0       | 0       | 8         | 0         | 31   | 2    |
| 포항 스틸러스        | K리그         | 2011 | 19   | 0    | 4       | 0       | 2       | 0       | -         | -         | 25   | 0    |
| 상주 상무 피닉스     | K리그         | 2012 | 17   | 1    | 0       | 0       | -       | -       | -         | -         | 17   | 1    |
| 상주 상무 피닉스     | K리그 챌린지  | 2013 | 26   | 0    | 2       | 0       | -       | -       | -         | -         | 28   | 0    |
| 포항 스틸러스        | K리그 클래식  | 2013 | 2    | 0    | 0       | 0       | -       | -       | -         | -         | 2    | 0    |
| 포항 스틸러스        | K리그 클래식  | 2014 | 14   | 1    | 1       | 1       | -       | -       | 4         | 0         | 19   | 2    |
| 전북 현대 모터스     | K리그 클래식  | 2015 | 24   | 0    | 0       | 0       | -       | -       | 7         | 1         | 31   | 1    |
| 전북 현대 모터스     | K리그 클래식  | 2016 | 13   | 0    | 0       | 0       | -       | -       | 7         | 0         | 20   | 0    |
| 광저우 헝다 타오바오 | 중국 슈퍼리그 | 2017 |      |      |         |         | -       | -       | -         | -         |      |      |
| 통산                 | 통산          | 통산 | 199  | 6    | 14      | 1       | 18      | 0       | 37        | 2         | 268  | 9    |

## 수상

### 클럽

#### 포항 스틸러스
- K리그 클래식 우승 1회 (2013년)
- FA컵 우승 1회 (2008년)
- 피스컵 코리아 우승 1회 (2009년)
- AFC 챔피언스리그 우승 1회 (2009년)

#### 상주 상무 피닉스
- K리그 챌린지 우승 1회 (2013년)

#### 전북현대 모터스
- K리그 클래식 우승 1회 (2015년)
- AFC 챔피언스리그 우승 1회 (2016년)

### 개인
- 2009년 K리그 베스트 11
- 2013년 K리그 챌린지 베스트 11

## 방송
- tvN 《전설이 떴다 군대스리가》 (2022년)
- tvN 《골든일레븐》 (2022년)